# Car Express
Le réseau Car Express désigne un réseau de transport en commun interurbain géré par la communauté d'agglomération du Pays Basque et desservant les communes la composant.
Depuis 2019, ce réseau est intégré au réseau unifié Txik Txak.

## Histoire
En 2013, le conseil départemental des Pyrénées-Atlantiques met en place un réseau de transport en commun interurbain pour le département des Pyrénées-Atlantiques. Il se divise en deux secteurs: le Béarn (ayant Pau comme point central) et le Pays basque (ayant Bayonne comme point central).
Avec la création de la communauté d'agglomération du Pays Basque en janvier 2017, tous les transports en commun du territoire sont alors dirigés par cette administration, à l'exception des lignes interurbaines (Transports 64), qui reste dirigé par le département. C'est en juillet 2019 quand la région Nouvelle-Aquitaine récupère les lignes interurbaines départementales, mais décide de donner à la nouvelle communauté d'agglomération celles traversant intègrement son territoire. C'est alors que la nouvelle image des transports en commun au Pays basque, accompagnée de la création d'un réseau unique, se forme.

## Lignes
| Ligne | Caractéristiques | Caractéristiques | Caractéristiques | Caractéristiques | Caractéristiques | Caractéristiques | Caractéristiques | Caractéristiques | Caractéristiques |
| 3     | Bayonne — Place des basques ⥋ Saint Jean de Luz — Halte Routière / Hendaye — Grande Plage | Bayonne — Place des basques ⥋ Saint Jean de Luz — Halte Routière / Hendaye — Grande Plage                                                       | Bayonne — Place des basques ⥋ Saint Jean de Luz — Halte Routière / Hendaye — Grande Plage                                                       | Bayonne — Place des basques ⥋ Saint Jean de Luz — Halte Routière / Hendaye — Grande Plage                                                       | Bayonne — Place des basques ⥋ Saint Jean de Luz — Halte Routière / Hendaye — Grande Plage                                                       | Bayonne — Place des basques ⥋ Saint Jean de Luz — Halte Routière / Hendaye — Grande Plage                                                       | Bayonne — Place des basques ⥋ Saint Jean de Luz — Halte Routière / Hendaye — Grande Plage                                                       | Bayonne — Place des basques ⥋ Saint Jean de Luz — Halte Routière / Hendaye — Grande Plage                                                       | Bayonne — Place des basques ⥋ Saint Jean de Luz — Halte Routière / Hendaye — Grande Plage                                                       |
| ----- | --- | --- | --- | --- | --- | --- | --- | --- | --- |
| 3     | Ouverture / Fermeture 2 septembre 2019 / — | Longueur 36,8 km | Durée 50 min / 85 min | Nb. d’arrêts 38 | Matériel Mercedes-Benz Citaro C2 Hyb Irizar ie3 Hyb                                                                                             | Jours de fonctionnement L, Ma, Me, J, V, S, D                                                                                                   | Jour / Soir / Nuit / Fêtes O / O / N / O | Voy. / an — | Exploitant Transdev ATCRB |
| 3     | Desserte : - Villes et lieux desservis : Bayonne (place des Basques, villa Pia), Anglet (Bernain - Montòri), Biarritz (viaduc - gare SNCF), Bidart (La Source, église, Uhabia), Guéthary (église), Saint-Jean-de-Luz (Acotz, centre commercial, halte routière), Ciboure (Speraber), Urrugne (RD810 bourg, Béhobie), Hendaye (centre commercial, gare SNCF, ville, grande plage). - Gares desservies : gare de Biarritz, gare de Saint-Jean-de-Luz-Ciboure, gare de Hendaye | | | | | | | | |
| 3     | Autre : - Arrêts non accessibles aux UFR : — - Fréquences (heures pointe/ heures creuses) : 30 min - Particularités : terminus à Hendaye à raison d'une course sur deux. - Date de dernière mise à jour : 25 janvier 2021. | | | | | | | | |
| 3     | Dernière actualisation : — | | | | | | | | |
| 10    | Saint-Étienne-de-Baïgorry — Fronton ⥋ Saint-Palais — Eglise | Saint-Étienne-de-Baïgorry — Fronton ⥋ Saint-Palais — Eglise                                                                                     | Saint-Étienne-de-Baïgorry — Fronton ⥋ Saint-Palais — Eglise                                                                                     | Saint-Étienne-de-Baïgorry — Fronton ⥋ Saint-Palais — Eglise                                                                                     | Saint-Étienne-de-Baïgorry — Fronton ⥋ Saint-Palais — Eglise                                                                                     | Saint-Étienne-de-Baïgorry — Fronton ⥋ Saint-Palais — Eglise                                                                                     | Saint-Étienne-de-Baïgorry — Fronton ⥋ Saint-Palais — Eglise                                                                                     | Saint-Étienne-de-Baïgorry — Fronton ⥋ Saint-Palais — Eglise                                                                                     | Saint-Étienne-de-Baïgorry — Fronton ⥋ Saint-Palais — Eglise                                                                                     |
| 10    | Ouverture / Fermeture 2 septembre 2019 / — | Longueur 42,7 km | Durée 54 min | Nb. d’arrêts 17 | Matériel — | Jours de fonctionnement L, Ma, Me, J, V, S | Jour / Soir / Nuit / Fêtes O / N / N / N | Voy. / an — | Exploitant Hiruak Bat |
| 10    | Desserte : - Villes et lieux desservis : Saint-Étienne-de-Baïgorry (fronton, collège Jean-Pujo), Irouléguy (entrée du village), Ascarat (Garataine), Uhart-Cize (village), Saint-Jean-Pied-de-Port (gare SNCF, Galanaene), Saint-Jean-le-Vieux (place), Lacarre (mairie), Ainhice-Mongelos (bourg), Larceveau-Arros-Cibits (bourg), Ostabat-Asme (Jeantinea), Arhansus (Harambeltz), Uhart-Mixe (Mairie), Béhasque-Lapiste (Oyantoa), Saint-Palais (hôpital, église). - Gares desservies : gare de Saint-Jean-Pied-de-Port | | | | | | | | |
| 10    | Autre : - Arrêts non accessibles aux UFR : — - Fréquences (heures pointe/ heures creuses) : 4 A/R en semaine, 1 A/R le samedi - Particularités : - Date de dernière mise à jour : 25 janvier 2021. | | | | | | | | |
| 10    | Dernière actualisation : — | | | | | | | | |
| 11    | Bayonne — place des Basques ⥋ Saint-Palais — hôpital / Mauléon-Licharre — gare / Tardets-Sorholus — mairie | Bayonne — place des Basques ⥋ Saint-Palais — hôpital / Mauléon-Licharre — gare / Tardets-Sorholus — mairie                                      | Bayonne — place des Basques ⥋ Saint-Palais — hôpital / Mauléon-Licharre — gare / Tardets-Sorholus — mairie                                      | Bayonne — place des Basques ⥋ Saint-Palais — hôpital / Mauléon-Licharre — gare / Tardets-Sorholus — mairie                                      | Bayonne — place des Basques ⥋ Saint-Palais — hôpital / Mauléon-Licharre — gare / Tardets-Sorholus — mairie                                      | Bayonne — place des Basques ⥋ Saint-Palais — hôpital / Mauléon-Licharre — gare / Tardets-Sorholus — mairie                                      | Bayonne — place des Basques ⥋ Saint-Palais — hôpital / Mauléon-Licharre — gare / Tardets-Sorholus — mairie                                      | Bayonne — place des Basques ⥋ Saint-Palais — hôpital / Mauléon-Licharre — gare / Tardets-Sorholus — mairie                                      | Bayonne — place des Basques ⥋ Saint-Palais — hôpital / Mauléon-Licharre — gare / Tardets-Sorholus — mairie                                      |
| 11    | Ouverture / Fermeture 2 septembre 2019 / — | Longueur 93,8 km | Durée 1h50 min | Nb. d’arrêts 39 | Matériel — | Jours de fonctionnement L, Ma, Me, J, V, S | Jour / Soir / Nuit / Fêtes O / N / N / N | Voy. / an — | Exploitant Hiruak Bat |
| 11    | Desserte : - Villes et lieux desservis : Bayonne (place des Basques, réduit Boufflers, La Nautique, Napoléon, quai Resplandy, Garinde, Salines, centre commercial Ametzondo), Briscous (quartier La Commune), Bardos (place, bascule), Bidache (place du Fronton, Le Battan), Arraute-Charritte (église), Masparraute (village, Potroénéa), Luxe-Sumberraute (village), Garris (église), Saint-Palais (église, hôpital), Béhasque-Lapiste (village), Domezain-Berraute (Berraute), Domezain (place), Etcharry (village, La Croix), Charritte-de-Bas (bourg), Espès-Undurein (centre, place), Viodos-Abense-de-Bas (bourg, Egui Begia), Mauléon-Licharre (gare, Arrabotü Handia), Gotein-Libarrenx (bourg, Pplace), Menditte (Laxagueborde Berho), Sauguis-Saint-Étienne (bourg), Trois-Villes (fronton), Tardets-Sorholus (mairie). - Gares desservies : Aucune | | | | | | | | |
| 11    | Autre : - Arrêts non accessibles aux UFR : — - Fréquences (heures pointe/ heures creuses) : matin, midi et soir, 2 A/R le samedi. - Particularités : - Date de dernière mise à jour : 25 janvier 2021. | | | | | | | | |
| 11    | Dernière actualisation : — | | | | | | | | |
| 12    | Bayonne — place des Basques ⥋ Urt — Les Coteaux / port / Sames — village | Bayonne — place des Basques ⥋ Urt — Les Coteaux / port / Sames — village                                                                        | Bayonne — place des Basques ⥋ Urt — Les Coteaux / port / Sames — village                                                                        | Bayonne — place des Basques ⥋ Urt — Les Coteaux / port / Sames — village                                                                        | Bayonne — place des Basques ⥋ Urt — Les Coteaux / port / Sames — village                                                                        | Bayonne — place des Basques ⥋ Urt — Les Coteaux / port / Sames — village                                                                        | Bayonne — place des Basques ⥋ Urt — Les Coteaux / port / Sames — village                                                                        | Bayonne — place des Basques ⥋ Urt — Les Coteaux / port / Sames — village                                                                        | Bayonne — place des Basques ⥋ Urt — Les Coteaux / port / Sames — village                                                                        |
| 12    | Ouverture / Fermeture 2 septembre 2019 / — | Longueur 38,6 km | Durée 40 min | Nb. d’arrêts 21 | Matériel — | Jours de fonctionnement L, Ma, Me, J, V, S | Jour / Soir / Nuit / Fêtes O / N / N / N | Voy. / an — | Exploitant Hiruak Bat |
| 12    | Desserte : - Villes et lieux desservis : Bayonne (place des Basques, réduit Boufflers, La Nautique, Napoléon, Quai Resplandy, Garinde, Salines, centre commercial Ametzondo), Mouguerre (centre européen de fret), Lahonce (parc d'activités, Doria, Tellechea, bourg/abbaye), Urcuit (château d'eau, Destinée, bourg), Urt (centre de secours, Les Coteaux, place, port), Guiche (port), Sames (village). - Gares desservies : Aucune | | | | | | | | |
| 12    | Autre : - Arrêts non accessibles aux UFR : — - Fréquences (heures pointe/ heures creuses) : matin, midi et soir, 3 A/R le samedi. - Particularités : - Date de dernière mise à jour : 25 janvier 2021. | | | | | | | | |
| 12    | Dernière actualisation : — | | | | | | | | |
| 13    | Bayonne — place des Basques ⥋ Espelette — Mendi Alde - bourg / Hasparren — place Harana / La Bastide-Clairence — bourg / Saint-Esteben — mairie | Bayonne — place des Basques ⥋ Espelette — Mendi Alde - bourg / Hasparren — place Harana / La Bastide-Clairence — bourg / Saint-Esteben — mairie | Bayonne — place des Basques ⥋ Espelette — Mendi Alde - bourg / Hasparren — place Harana / La Bastide-Clairence — bourg / Saint-Esteben — mairie | Bayonne — place des Basques ⥋ Espelette — Mendi Alde - bourg / Hasparren — place Harana / La Bastide-Clairence — bourg / Saint-Esteben — mairie | Bayonne — place des Basques ⥋ Espelette — Mendi Alde - bourg / Hasparren — place Harana / La Bastide-Clairence — bourg / Saint-Esteben — mairie | Bayonne — place des Basques ⥋ Espelette — Mendi Alde - bourg / Hasparren — place Harana / La Bastide-Clairence — bourg / Saint-Esteben — mairie | Bayonne — place des Basques ⥋ Espelette — Mendi Alde - bourg / Hasparren — place Harana / La Bastide-Clairence — bourg / Saint-Esteben — mairie | Bayonne — place des Basques ⥋ Espelette — Mendi Alde - bourg / Hasparren — place Harana / La Bastide-Clairence — bourg / Saint-Esteben — mairie | Bayonne — place des Basques ⥋ Espelette — Mendi Alde - bourg / Hasparren — place Harana / La Bastide-Clairence — bourg / Saint-Esteben — mairie |
| 13    | Ouverture / Fermeture 2 septembre 2019 / — | Longueur 48,4 km | Durée 29 min | Nb. d’arrêts 43 | Matériel — | Jours de fonctionnement L, Ma, Me, J, V, S | Jour / Soir / Nuit / Fêtes O / N / N / N | Voy. / an — | Exploitant Le Basque Bondissant |
| 13    | Desserte : - Villes et lieux desservis : Bayonne (place des Basques, réduit Boufflers, La Nautique, Napoléon, quai Resplandy, Garinde, Salines, centre commercial Ametzondo), Mouguerre (croix de Mouguerre, église du bourg, Mendilaskor, Garatia), Briscous (Les Salines, lotissement Imistola, bourg, Pagoeta, Z.A. Mendiko Borda), Hasparren (Toki Ona, Labiry, C.F.A., Mendeala, Eyhertza, place Harana), Ayherre (Lauak, bourg), La Bastide-Clairence (bourg), Isturits (mairie), Saint-Martin-d'Arberoue (mairie), Saint-Esteben (mairie). - Gares desservies : - | | | | | | | | |
| 13    | Autre : - Arrêts non accessibles aux UFR : — - Fréquences (heures pointe/ heures creuses) : HP 20 min / HC 60 min - Particularités : - Date de dernière mise à jour : 25 janvier 2021. | | | | | | | | |
| 13    | Dernière actualisation : — | | | | | | | | |
| 14    | Bayonne — place des basques ⥋ Espelette — Mendi Alde - bourg | Bayonne — place des basques ⥋ Espelette — Mendi Alde - bourg                                                                                    | Bayonne — place des basques ⥋ Espelette — Mendi Alde - bourg                                                                                    | Bayonne — place des basques ⥋ Espelette — Mendi Alde - bourg                                                                                    | Bayonne — place des basques ⥋ Espelette — Mendi Alde - bourg                                                                                    | Bayonne — place des basques ⥋ Espelette — Mendi Alde - bourg                                                                                    | Bayonne — place des basques ⥋ Espelette — Mendi Alde - bourg                                                                                    | Bayonne — place des basques ⥋ Espelette — Mendi Alde - bourg                                                                                    | Bayonne — place des basques ⥋ Espelette — Mendi Alde - bourg                                                                                    |
| 14    | Ouverture / Fermeture 2 septembre 2019 / — | Longueur 26,9 km | Durée 26 min | Nb. d’arrêts 23 | Matériel — | Jours de fonctionnement L, Ma, Me, J, V, S, D                                                                                                   | Jour / Soir / Nuit / Fêtes O / N / N / N | Voy. / an — | Exploitant Le Basque Bondissant |
| 14    | Desserte : - Villes et lieux desservis : Bayonne (place des Basques, Saint-Léon, hôpital, lycée, Marracq, E.D.F., technocité, Maignon), Bassussarry (Z.A.C. Makila), Ustaritz (Arrauntz, Herauritz, La Guadeloupe, église, Bazter Karrika, gare Routière), Larressore (quartier Legarria), Cambo-les-Bains (portail Arnaga, lotissement Souberbielle, place Sorhainde, gare routière, camping Bistaeder), Espelette (Haitzaga, Mendi Alde - bourg). - Gares desservies : gare de Cambo-les-Bains | | | | | | | | |
| 14    | Autre : - Arrêts non accessibles aux UFR : — - Fréquences (heures pointe/ heures creuses) : HP 60 min / HC 60 min, 5 A/R le samedi, 3 A/R le dimanche. - Particularités : - Date de dernière mise à jour : 25 janvier 2021. | | | | | | | | |
| 14    | Dernière actualisation : — | | | | | | | | |
| 15    | Cambo-les-Bains — gare SNCF ⥋ Iholdy — bourg | Cambo-les-Bains — gare SNCF ⥋ Iholdy — bourg | Cambo-les-Bains — gare SNCF ⥋ Iholdy — bourg | Cambo-les-Bains — gare SNCF ⥋ Iholdy — bourg | Cambo-les-Bains — gare SNCF ⥋ Iholdy — bourg | Cambo-les-Bains — gare SNCF ⥋ Iholdy — bourg | Cambo-les-Bains — gare SNCF ⥋ Iholdy — bourg | Cambo-les-Bains — gare SNCF ⥋ Iholdy — bourg | Cambo-les-Bains — gare SNCF ⥋ Iholdy — bourg |
| 15    | Ouverture / Fermeture 2 septembre 2019 / — | Longueur 39,8 km | Durée 27 min | Nb. d’arrêts 17 | Matériel — | Jours de fonctionnement L, Ma, Me, J, V, S | Jour / Soir / Nuit / Fêtes O / N / N / N | Voy. / an — | Exploitant Le Basque Bondissant |
| 15    | Desserte : - Villes et lieux desservis : Cambo-les-Bains (gare SNCF, gare routière, place Sorhainde, avenue de Navarre, pont des Thermes, lotissement Arriéta), Hasparren (Urcuray, C.F.A., Labiry, Mendeala, place Harana), Bonloc (mairie), Mendionde (Gerezieta), Hélette (RD 22 (Abribus), bourg (rond-point café bar)), Irissarry (salle Airoski), Iholdy (bourg). - Gares desservies : gare de Cambo-les-Bains | | | | | | | | |
| 15    | Autre : - Arrêts non accessibles aux UFR : — - Fréquences (heures pointe/ heures creuses) : 7 A/R en semaine, 3 A/R le samedi - Particularités : - Date de dernière mise à jour : 25 janvier 2021. | | | | | | | | |
| 15    | Dernière actualisation : — | | | | | | | | |
| 16    | KINTOA-MUGI | KINTOA-MUGI | KINTOA-MUGI | KINTOA-MUGI | KINTOA-MUGI | KINTOA-MUGI | KINTOA-MUGI | KINTOA-MUGI | KINTOA-MUGI |
| 16    | Urepel — place ⥋ Saint-Martin-d'Arrossa — gare SNCF / Ossès — centre de loisirs | | | | | | | | |
| 16    | Ouverture / Fermeture 2 septembre 2019 / — | Longueur 27,4 km | Durée 31 min | Nb. d’arrêts 13 | Matériel — | Jours de fonctionnement L, Ma, Me, J, V | Jour / Soir / Nuit / Fêtes O / N / N / N | Voy. / an — | Exploitant Transports Etchemendy |
| 16    | Desserte : - Villes et lieux desservis : Urepel (place), Aldudes (Pierre Oteiza, ZA Erreka Gorri, aire de covoiturage), Banca (Pisciculture, Olhaberri), Saint-Étienne-de-Baïgorry (Gaineko Karrika, fronton, collège Jean-Pujo, parking piscine municipale), Saint-Martin-d'Arrossa (pont, gare SNCF), Ossès (centre de loisirs). - Gares desservies : gare d'Ossès - Saint-Martin-d'Arrossa | | | | | | | | |
| 16    | Autre : - Arrêts non accessibles aux UFR : — - Fréquences (heures pointe/ heures creuses) : 5 A/R du lundi au vendredi - Particularités : desserte de l'arrêt centre de loisirs uniquement le mercredi en période scolaire et tous les jours durant les vacances scolaires (sauf vacances scolaires de fin d’année et d’été). - Date de dernière mise à jour : 25 janvier 2021. | | | | | | | | |
| 16    | Dernière actualisation : — | | | | | | | | |